# Reforma Inglesa
A Reforma Inglesa (ou Reforma anglicana) foi uma série de eventos ocorridos no século XVI através dos quais a Igreja da Inglaterra rompeu com a autoridade do Papa e a Igreja Romana. Está associada com o processo mais amplo da Reforma Protestante, um movimento político-religioso que afetou as práticas da fé cristã em todo o continente europeu. Muitos fatores contribuíram para esse processo, como o declínio do feudalismo e a ascensão do nacionalismo, o advento do Direito comum, a invenção da prensa móvel por Gutenberg e o consequente aumento do número de Bíblias disponíveis, a difusão de conhecimento e novas idéias entre acadêmicos, as classes média e alta e os leitores em geral. Entretanto, a Reforma Inglesa — que também abrangeu o País de Gales e a Irlanda — foi em grande parte impulsionada por mudanças na política do governo inglês, às quais a opinião pública foi gradativamente se acostumando.
Tendo como base o desejo do rei Henrique VIII em anular seu casamento com Catarina de Aragão (negado pelo Papa Clemente VII em 1527), a Reforma Inglesa começou mais como uma disputa política do que teológica. As diferenças políticas entre Roma e a Inglaterra permitiram que os atritos teológicos já existentes se tornassem ainda maiores. Até o rompimento com Roma era o Papa e os concílios gerais da Igreja que decidiam a doutrina. A Igreja da Inglaterra era governada pelo código de direito canônico com jurisdição final em Roma. As contribuições à Igreja eram pagas diretamente a Roma e o Papa tinha a palavra final na nomeação dos bispos.
O rompimento com a Igreja de Roma entrou em efeito através de uma série de atos do Parlamento aprovados entre 1532 e 1534, dentre os quais o Ato da Supremacia, que declarava o rei Henrique VIII como "Chefe Supremo da Igreja da Inglaterra na Terra". Maria I renunciou a este título em 1553, quando restaurou a jurisdição papal; mais tarde, em 1559, Elizabeth I reafirmou a supremacia real sobre a Igreja ao adotar o título de "Governadora Suprema da Igreja da Inglaterra". A autoridade final em disputas doutrinais e legais agora pertencia ao monarca e o papado foi privado da arrecadação da Igreja e da palavra final na nomeação dos bispos.
A teologia e a liturgia da Igreja da Inglaterra se tornaram marcadamente protestantes durante o reinado de Eduardo VI, filho de Henrique, graças às regras estabelecidas por Thomas Cranmer, então arcebispo de Cantuária. Sob Maria I, o processo de reforma foi revertido e a Igreja da Inglaterra foi novamente submetida à jurisdição papal. Em seguida, Elizabeth I reintroduziu a fé protestante, mas de uma maneira mais moderada. A estrutura e a teologia da Igreja tornaram-se alvo de uma disputa feroz durante gerações. O aspecto violento dessas disputas, manifestado durante a Guerra Civil Inglesa, acabou quando o último monarca católico, Jaime II foi deposto e o Parlamento pediu a Guilherme III e Maria II que governassem em conjunto. Além disso, após a edição da Declaração de Direitos de 1689 (durante a Revolução Gloriosa) emergiu uma política eclesiástica com uma igreja estabelecida e um número de pequenas igrejas independentes cujos membros, num primeiro momento, sofreram uma série de perseguições civis que acabaram ao longo do tempo. O legado do antigo status quo católico permanece uma questão de discussão ainda hoje. Alguns fiéis permaneceram católicos e, como forma de forçá-los a adotar o sistema britânico, a Igreja deles permaneceu ilegal até o século XIX.

## Bastidores

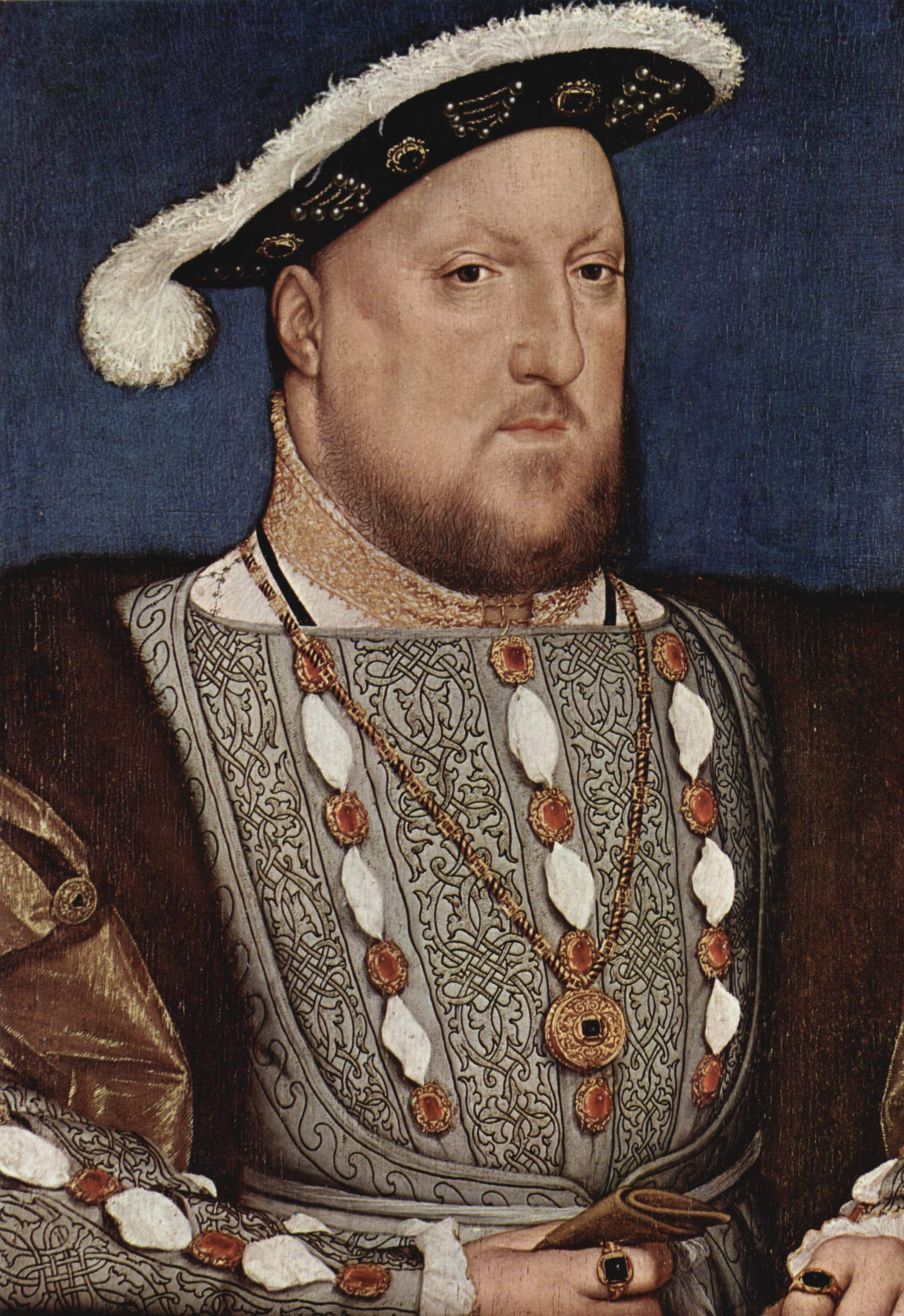
Henrique VIII, por Hans Holbein, o Jovem; O iniciador da reforma inglesa.

A Inglaterra esteve próxima de Roma por quase mil anos antes que as duas igrejas, divididas em 1534, durante o reinado de Henrique VIII. A separação teológica havia sido criada dentro da igreja britânica através de movimentos como os Lollards, mas a Reforma Inglesa obteve verdadeiro apoio político quando Henrique VIII subiu no trono inglês em 1509. Casou-se com Catarina de Aragão, viúva de seu irmão Arthur, por motivos políticos, logo após sua coroação. Diferentemente de seu pai, que fora conservador e secretista, o jovem Henrique parecia ser o epítome da cavalaria e sociabilidade, buscando a companhia de homens como ele. Um católico devoto, chegava a assistir a cinco missas por dia, exceto na época de caça. De mente astuta, mas de pouca originalidade, ele permitiu ser influenciado por seus assessores, que o ajudavam dia e noite. O rei era, portanto, influenciado por quem quer que conseguisse se fazer ouvir. Entre seus contemporâneos e o Cardeal Wolsey havia um clima de hostilidade, pois o cardeal influenciava muito o rei. Em 1521, Henrique defendeu o catolicismo das acusações de heresia por Martinho Lutero, em um livro que escreveu, provavelmente com a ajuda de Thomas More, intitulado "A Defesa dos Sete Sacramentos", pelo qual ele foi premiado com o título de "Defensor da Fé" pelo Papa Leão X. Porém, os inimigos de Wolsey na corte, inclusive aqueles influenciados pelas idéias de Lutero, estavam descontentes. Uma dessas pessoas era a atraente Ana Bolena.
Ana chegou à corte em 1522 como dama-de-honra da Rainha Catarina. Era uma mulher de charme, estilo e sagacidade. Nos fins da década de 1520, Henrique queria que seu casamento com Catarina fosse anulado. Ela não havia dado à luz a um herdeiro homem, sua única filha era a Princesa Mary. A Inglaterra já havia sido atormentada por guerras civis, lutas pelo direito ao trono, e o rei não queria um destino tão incerto.

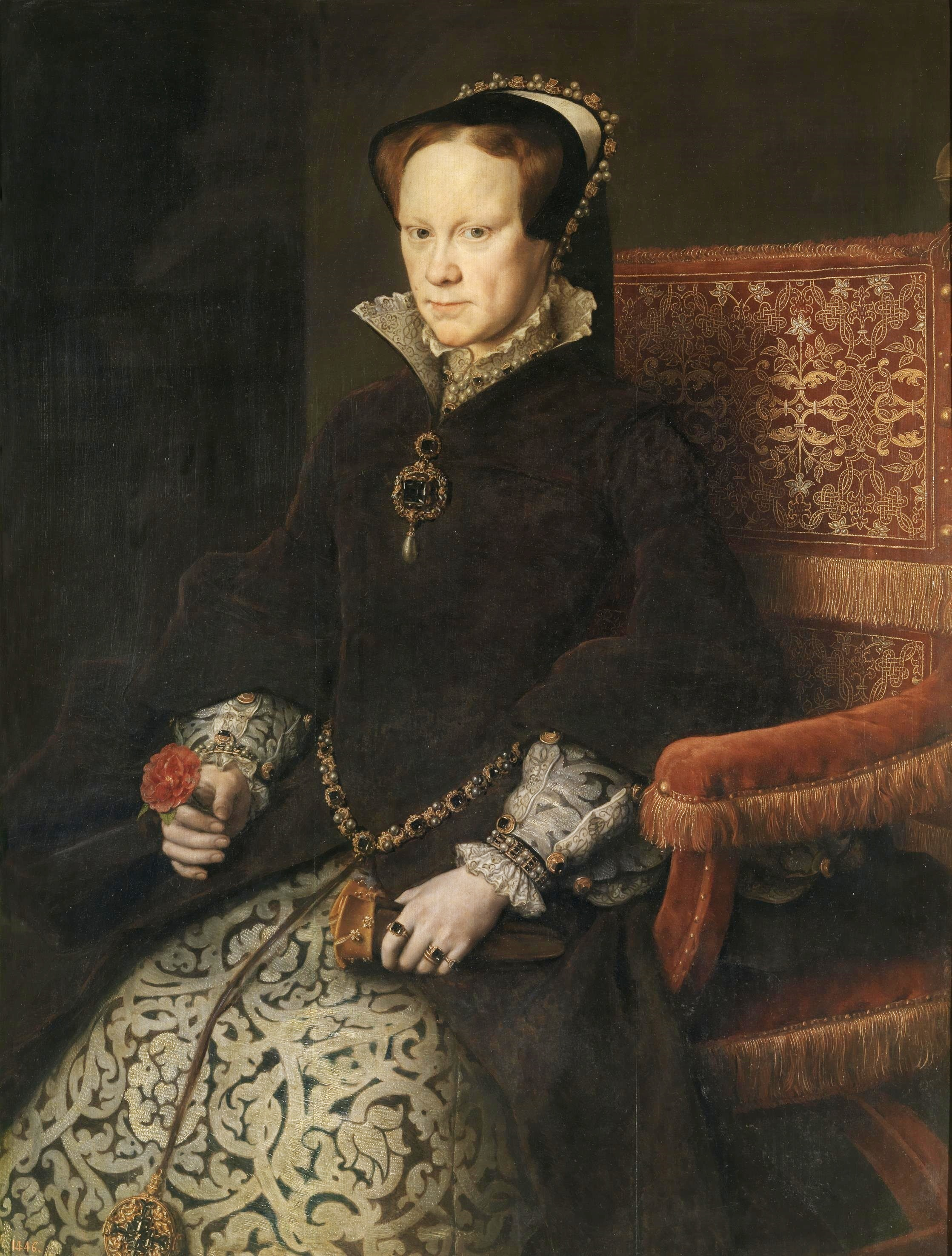
Rainha Maria I da Inglaterra restaurou a fidelidade inglesa a Roma.

O rei acreditava que a falta de um herdeiro era porque seu casamento estava "degradado aos olhos de Deus". Catarina havia sido esposa de seu irmão e, segundo a Bíblia, ele não poderia ter se casado com ela. Uma exceção especial concedida pelo  Papa Júlio II foi necessária para que o casamento ocorresse. Henrique argumentou que aquilo fora errado e que seu casamento não era válido. Em 1527, o rei pediu ao Papa Clemente VII que anulasse seu casamento com Catarina, mas o papa recusou. Além disso, Clemente temia a ira do sobrinho de Catarina, Carlos V, Imperador do Sacro Império Romano-Germânico, cujas tropas, naquele mesmo ano, haviam saqueado Roma e aprisionado o Papa.
A combinação de sua consciência escrupulosa e seu fascínio por Ana Bolena fê-lo livrar-se pessoalmente de seu compromisso com a rainha. A requisição de seu chanceler, Cardeal Wolsey, para uma viagem a Londres e sua subsequente morte, deixou Henrique vulnerável à influencias externas, principalmente dos inimigos de Wolsey e aqueles que não desejavam subordinar-se à Igreja Católica. O Parlamento convocou seus membros em 1529 para ratificar o desejo de separação e estabelecer os termos sob os quais ela deveria ocorrer, o que ficou conhecido como a Reforma do Parlamento. Um dos membros do Parlamento era Thomas Cromwell, um evangélico que viu como o Parlamento pode ser usado para favorecer a Supremacia Real, o que Henrique queria, e adicionar práticas e crenças evangélicas, o que ele e seus companheiros queriam. Um de seus principais companheiros foi Thomas Cranmer, que logo se tornaria Arcebispo.

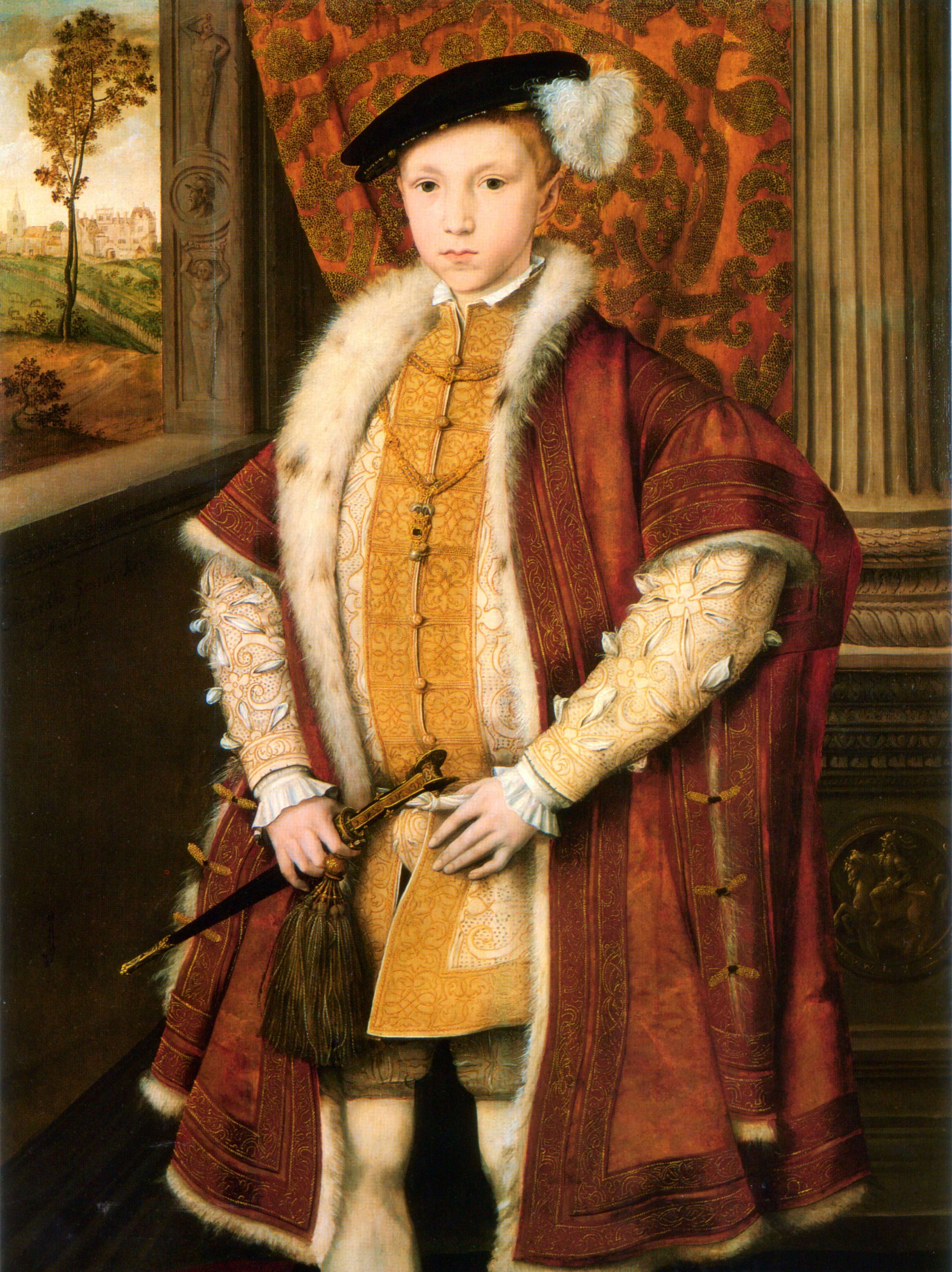
Rei Eduardo VI da Inglaterra, cujo reinado a reforma da Igreja Anglicana moveu-se em uma direção mais protestante.

## A Reforma
Assim, o rei Henrique VIII, embora teologicamente devoto católico romano (proclamado "Defensor Fé" por seus ataques contra o luteranismo), decidiu tornar-se Chefe Supremo da Igreja de Inglaterra, para obter a anulação de seu casamento. Em seguida, o Parlamento inglês decretou que os impostos religiosos não fossem mais pagos ao papa, mas ao rei, e que a Igreja Anglicana podia deliberar sobre as próprias questões internas, sem recorrer a Roma. Como resposta, o papa excomungou Henrique. Os mosteiros seriam saqueados e destruídos, e seus bens foram confiscados e vendidos.
Henrique manteve uma forte e rigorosa tradicional liturgia católica romana durante o seu reinado, de modo que os reformadores protestantes não foram capazes de praticamente nenhum progresso nas doutrinas e práticas da Igreja da Inglaterra sob o seu governo. Mas, sob o governo de seu filho, Eduardo VI (1547-1553), a própria igreja chegou a ser teologicamente protestante mesmo que sendo retornada a Igreja Católica Romana durante o reinado da rainha Maria I em 1555 (que foi apelidada pelos seus detratores como "Bloody Mary" ou Maria, a Sanguinária). Durante seu breve reinado, ela ab-rogou todos os provimentos de Henrique VIII e Eduardo e retomou as leis contra os hereges. Muitos protestantes fugiram do país e os bispos católicos retomaram a posse de suas sedes. Foram instituídas comissões especiais com a tarefa de encontrar e processar os hereges em todo o território do reino.

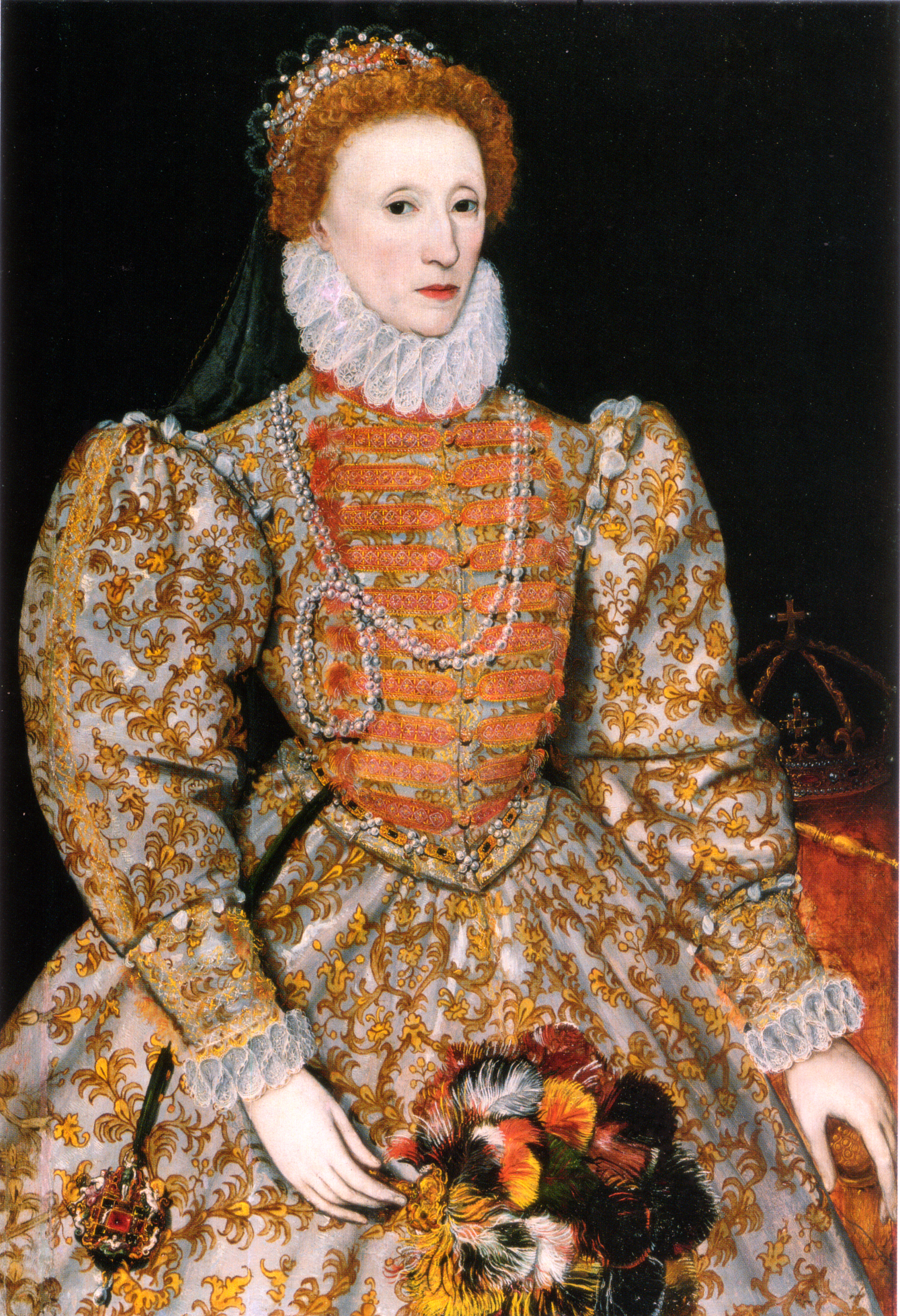
Rainha Elizabeth I da Inglaterra chegou a um acordo religioso moderado.

O estabelecimento, sob o governo de Elizabeth I (de 1558) de uma Igreja da Inglaterra claramente protestante, mas moderada (como reconheceu a sua herança católica e apostólica), permitiu consolidar legalmente (no âmbito do estado e parte dele) e deixou acomodar dentro de sua comunhão para uma ampla gama de posições teológicas, que desde então tem sido uma das suas características essenciais. Elisabeth criou uma igreja autônoma cujos artigos de fé representavam um compromisso entre instâncias católicas, luteranas e calvinistas e contentaram grande parte dos cristãos da Inglaterra. Correntes calvinistas, em especial, cresceram na Inglaterra sob a influência dos expatriados que retornaram de Genebra e outras partes da Europa. Ficaram conhecidos como puritanos; termo inicialmente utilizado de forma pejorativa por seus opositores, devido ao desejo de tais grupos de purgar a Igreja da Inglaterra de seus elementos católicos. Viveram de forma marginal durante os reinados de Elizabeth I e Jaime I (1603-1625), galgando o poder, sobretudo, durante o processo revolucionário no governo de Carlos I (1625-1649). Foi nesse momento, junto com o Parlamento, que os grupos puritanos conseguiram imprimir suas ideias doutrinárias e institucionais na Igreja Anglicana, com a Confissão de Fé de Westminster (1647).
Além da Reforma feita no âmbito institucional, vários grupos sectários tidos como radicais existiram na Inglaterra, florescendo, principalmente, no contexto das revoluções britânicas do século XVII. Grupos como os seekers  rejeitavam toda forma de culto, a divindade de Cristo e a crença na redenção universal. Outra característica é a expressão de tradições populares anticlericais e a busca pela solução de problemas imediatos, como diferentes projetos de acesso às terras comunais e de reforma agrária, mais notadamente os levellers e diggers . Todas essas ideias baseavam-se em interpretações particulares da Bíblia; propiciadas pela relativa liberdade durante a Guerra Civil Inglesa. Essa diversidade de interpretações combina-se, portanto, com as mudanças políticas, econômicas e sociais que caracterizam a Europa Ocidental na Idade Moderna.

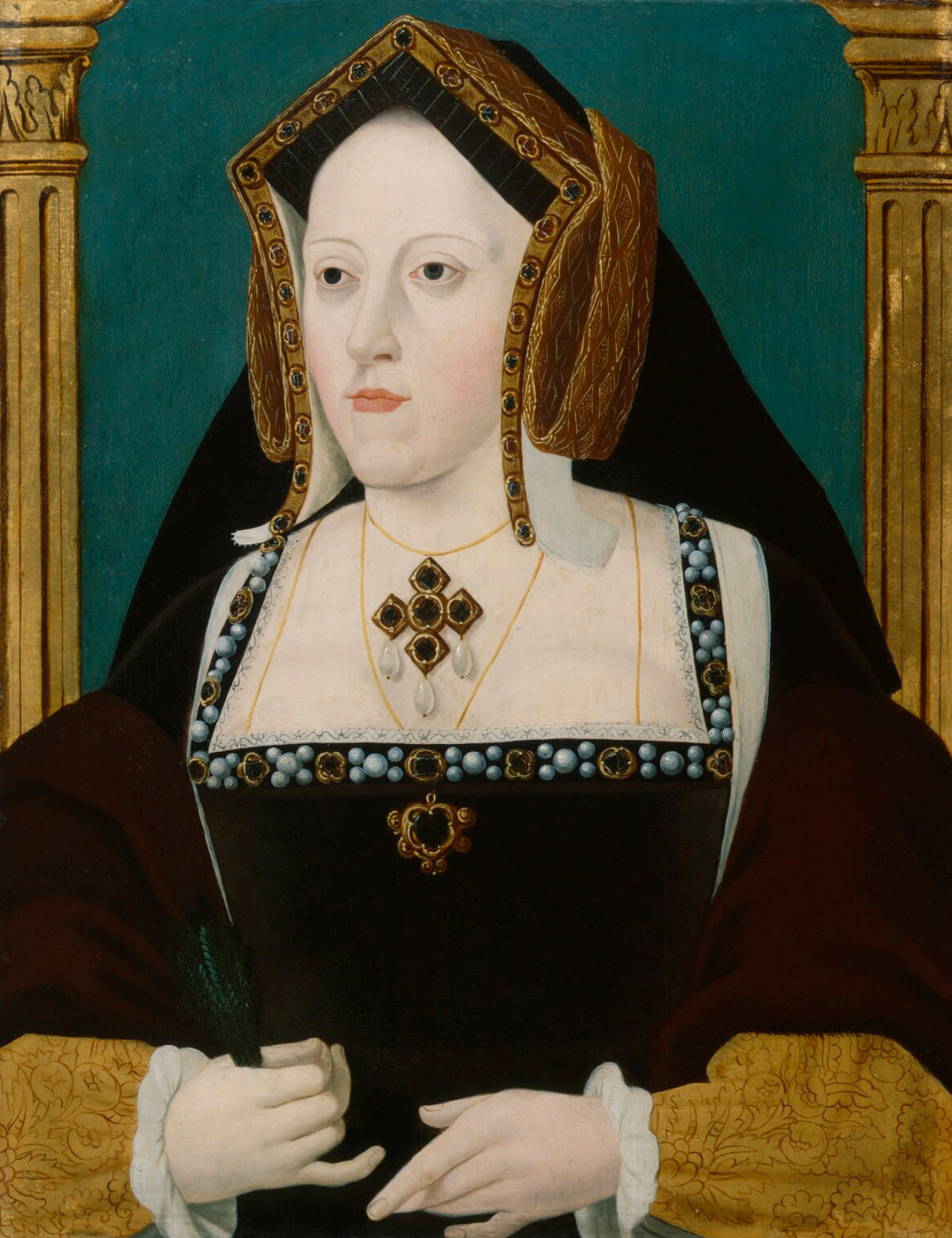
Catarina de Aragão, primeira esposa de Henrique VIII
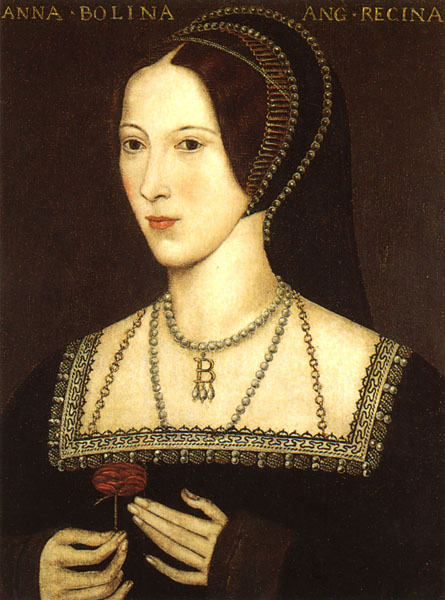
Ana Bolena, segunda esposa de Henrique VIII
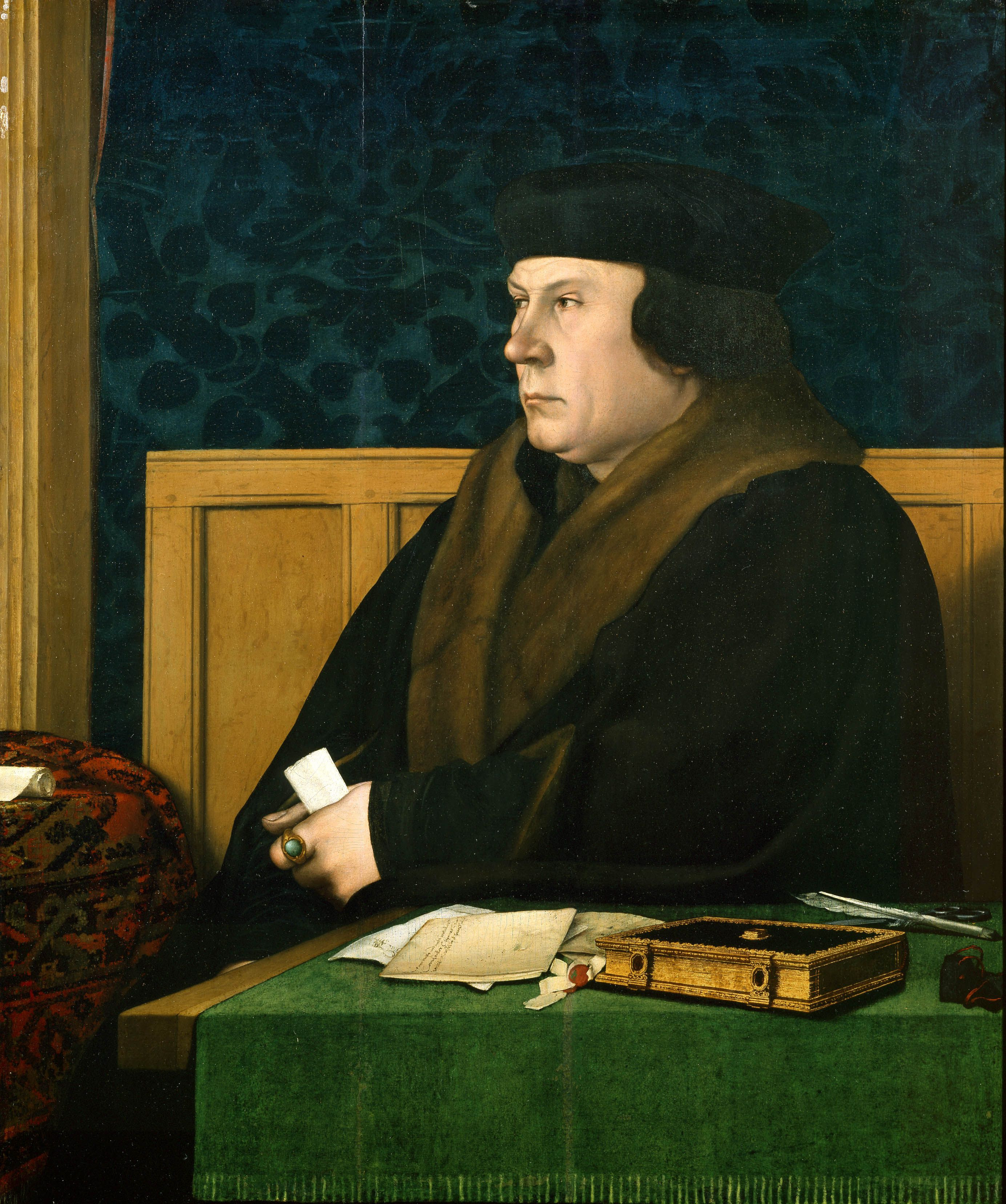
Thomas Cromwell, ministro-chefe de Henrique VIII